# Répunit
Dans le domaine des mathématiques récréatives, un répunit est un entier naturel dont l'écriture, dans une certaine base entière, ne comporte que des chiffres 1. C'est donc un cas particulier de nombre uniforme.
Ce terme est la francisation de l'anglais repunit, contraction de l'expression repeated unit (unité répétée), proposée en 1966 par Albert H. Beiler.
En français ont été proposées les appellations « nombre polymonadique », « multi-as », ou « répun » mais c'est l'anglicisme qui reste le plus utilisé.

## Définition
Les répunits en base dix sont définis par :
{\displaystyle R_{n}={\frac {10^{n}-1}{9}}\qquad {\mbox{pour }}n\geq 1.}
Plus généralement, ils sont donnés en base b, par :
{\displaystyle R_{n}^{(b)}={\frac {b^{n}-1}{b-1}}=\sum _{k=0}^{n-1}b^{k}\qquad {\mbox{pour }}n\geq 1.}
Ainsi, le nombre R(b)
n s'écrit comme la juxtaposition de n chiffres 1.

## Histoire
Bien que n'étant pas encore connus sous ce nom, les répunits en base dix ont été étudiés par de nombreux mathématiciens au cours du XIXe siècle, dans un effort pour élaborer et prédire les tendances cycliques du développement décimal périodique.
Il a été trouvé très tôt que, pour tout nombre premier p supérieur à 5, la période du développement décimal de 1/p est égale à la longueur du plus petit répunit divisible par p. Les tableaux de la période de réciprocité des nombres premiers jusqu'à 60 000 ont été publiés en 1860, et ont permis la factorisation, par des mathématiciens comme Reuschle, de tous les répunits jusqu'à R16 et plus. En 1880, même R17 à R36 ont été factorisés et il est curieux de constater que, bien que Édouard Lucas ait montré qu'aucun nombre premier en dessous de trois millions n'avait une période égale à dix-neuf, il n'y a eu aucune tentative en vue de tester ceci jusqu'au début du XXe siècle. Le mathématicien américain Oscar Hoppe a prouvé en 1916 que R19 est premier et Lehmer et Kraïtchik ont indépendamment prouvé la primalité de R23 en 1929.
Des avancées dans l'étude des répunits n'ont pas eu lieu jusque dans les années 1960, quand les ordinateurs ont permis à de nombreux nouveaux facteurs de répunits d'être trouvés.
Le projet Cunningham a documenté entre autres les factorisations des répunits de base 2, 3, 5, 6, 7, 10, 11, et 12.

## Exemples
Les premiers termes de la suite des répunits sont :
1, 11, 111, 1 111, 11 111, 111 111, 1 111 111 (suite A002275 de l'OEIS).
Les répunits en base 2 (répunits binaires) sont les nombres de Mersenne Mn = 2n – 1.

## Propriétés
- Les répunits en base dix sont des nombres uniformes.
- Les répunits en base b forment une suite de Lucas de paramètres premiers entre eux : R(b)
n = Un(b + 1, b).
- Par conséquent[7], leur PGCD suit la règle de divisibilité forte : {\displaystyle {\rm {pgcd}}(R_{m}^{(b)},R_{n}^{(b)})=R_{{\rm {pgcd}}(m,n)}^{(b)}}.En particulier, R(b)
n est divisible par R(b)
m si et seulement si n est divisible par m.

## Décomposition des répunits décimaux
Les facteurs premiers colorés en rouge sont des "nouveaux facteurs", divisant {\displaystyle R_{n}} mais ne divisant pas {\displaystyle R_{k}} pour tout {\displaystyle k<n} ; suite A102380 de l'OEIS.
| R1 =  | 1                    |
| R2 =  | 11                   |
| R3 =  | 3 · 37               |
| R4 =  | 11 · 101             |
| R5 =  | 41 · 271             |
| R6 =  | 3 · 7 · 11 · 13 · 37 |
| R7 =  | 239 · 4649           |
| R8 =  | 11 · 73 · 101 · 137  |
| R9 =  | 32 · 37 · 333667     |
| R10 = | 11 · 41 · 271 · 9091 |

| R11 = | 21649 · 513239                              |
| R12 = | 3 · 7 · 11 · 13 · 37 · 101 · 9901           |
| R13 = | 53 · 79 · 265371653                         |
| R14 = | 11 · 239 · 4649 · 909091                    |
| R15 = | 3 · 31 · 37 · 41 · 271 · 2906161            |
| R16 = | 11 · 17 · 73 · 101 · 137 · 5882353          |
| R17 = | 2071723 · 5363222357                        |
| R18 = | 32 · 7 · 11 · 13 · 19 · 37 · 52579 · 333667 |
| R19 = | 1111111111111111111                         |
| R20 = | 11 · 41 · 101 · 271 · 3541 · 9091 · 27961   |

| R21 = | 3 · 37 · 43 · 239 · 1933 · 4649 · 10838689                               |
| R22 = | 112 · 23 · 4093 · 8779 · 21649 · 513239                                  |
| R23 = | 11111111111111111111111                                                  |
| R24 = | 3 · 7 · 11 · 13 · 37 · 73 · 101 · 137 · 9901 · 99990001                  |
| R25 = | 41 · 271 · 21401 · 25601 · 182521213001                                  |
| R26 = | 11 · 53 · 79 · 859 · 265371653 · 1058313049                              |
| R27 = | 3 · 37 · 757 · 333667 · 440334654777631                                  |
| R28 = | 11 · 29 · 101 · 239 · 281 · 4649 · 909091 · 121499449                    |
| R29 = | 3191 · 16763 · 43037 · 62003 · 77843839397                               |
| R30 = | 3 · 7 · 11 · 13 · 31 · 37 · 41 · 211 · 241 · 271 · 2161 · 9091 · 2906161 |

## Répunits premiers
Historiquement, c'est dans le cadre des mathématiques récréatives qu'a été entreprise l'étude des répunits, en tentant notamment de les factoriser. Le projet Cunningham se propose de répertorier les factorisations des répunits en base 2, 3, 5, 6, 7, 10,, 11 et 12.
D'après la dernière propriété ci-dessus, R(b)
n n'est premier que si n est premier. Mais ce n'est pas une condition suffisante, comme l'illustre ce contre-exemple en base dix :
3 est premier mais R3 = 111 = 3 × 37 est composé.
Cependant, R(2)
3 = 7 est premier. R(b)
3 est également premier pour b égal par exemple (écrit en base dix) à 3, 5, 6, 8, 12, 14, 15, 17, 20, 21, 24, 27, 33, 38, 41, 50, 54, 57, 59, 62, 66, 69, 71, 75, 77, 78, 80, 89, 90, 99, 101, 105, 110, 111,… . C'est la suite suite A002384 de l'OEIS ; l'écriture en base dix de R(111)
3 est 12 433.
Les répunits premiers sont assez rares (la probabilité qu'un nombre soit premier est a priori égale à l'inverse de son logarithme, donc proportionnelle à l'inverse de son nombre de chiffres ; voir théorème des nombres premiers). On conjecture cependant qu'il en existe une infinité.
Ce qu'il faut noter, par rapport au petit théorème de Fermat, lorsque p est premier :
p divise R(b)
p – 1
donc bR(b)
p – 1 – 1 est divisible par R(b)
p.
{\displaystyle b^{R_{p}^{(b)}}\equiv b{\pmod {R_{p}^{(b)}}}} lorsque p est premier.
En base dix, on sait que Rn est premier pour onze valeurs de n = 2, 19, 23, 317, 1031,... (suite A004023 de l'OEIS). Les six plus grands répunits en base dix premiers connus en 2022 sont R49 081, R86 453, R109 297, R270 343, R5 794 777 et R8 177 207 ; ce sont des nombres premiers probables,.
La liste des nombres premiers qui sont des repunits dans au moins une base (incluant donc les nombres de Mersenne premiers) est répertoriée comme suite A085104 de l'OEIS.
Tout répunit premier est trivialement premier permutable, c'est-à-dire qu'il reste premier après toute permutation de ses chiffres dans la base considérée, puisque ceux-ci sont identiques. En base dix, après 991, les seuls premiers permutables connus sont des repunits mais ce fait n'est pas démontré dans sa généralité. 

Si n et b sont premiers entre eux, au moins l'un des répunits R(b)
1, … , R(b)
n est un multiple de n.

## Honneur
L'astéroïde (11111) Repunit porte le nom de ces nombres.